# جام حذفی فوتبال ایران ۱۳۶۵
جام حذفی فوتبال ایران ۱۳۶۵ سومین دوره جام حذفی فوتبال ایران که توسط فدراسیون فوتبال ایران برگزار شد و در دیدار نهایی، ملوان بندرانزلی با شکست خیبر خرم‌آباد موفق به کسب دومین قهرمانی خود در این رقابت ها شد.
این مسابقات اولین رقابت‌های سراسری در ایران بود که بعد از هشت سال برگزار می شد. به دلیل جنگ ایران و عراق شرایط برای مسابقات منظم لیگ به هیچ عنوان مهیا نبود ،به خصوص که عراق در بمباران شهرهای ایران  رخداد بمباران زمین فوتبال چوار را هم رقم زده بود. اما جام حذفی با حضور ۲۴ تیم که  قهرمان باشگاههای هر استان بودند به سرعت برگزار و قهرمان مشخص می شد. از شگفتی های این جام شکست پرسپولیس تهران مقابل خیبر خرم آباد  بود  که با این پیروزی خیبر به دیدار پایانی راه یافت اما  تیمی که جام را تصاحب کرد  ملوان بندر انزلی بود  که با ۲ گل شکست خیبر را رقم زد و اولین قهرمان ایران بعد از انقلاب شد. ملوانان که برای دومین بار قهرمان این دوره از رقابت‌ها شدند به عنوان تنها قهرمان کشور به مسابقات جام باشگاه‌های آسیا ۱۹۸۶ راه پیدا کرد. مسابقات جام حذفی سال ۱۳۶۵ رفت و برگشت برگزار نمی‌شد و فقط با انجام یک بازی کار انتخاب تیم برنده پایان می‌یافت که میزبان آن یک بازی با انجام قرعه مشخص می‌گردید. خیبر پس از غلبه بر پرسپولیس تا فینال جام حذفی پیش رفت و در بازی نهایی که در ورزشگاه شهید شیرودی تهران برگزار شد، با دو گل محمد احمدزاده و سیروس قایقران با نتیجه ۲ بر صفر بازی را به ملوان انزلی واگذار کرد و نایب‌قهرمان جام حذفی کشور شد.  

## نتایج
مرحله یک هشتم نهایی
| تاریخ              | میزبان                                                                                   | نتیجه                                                                        | میهمان                                                                       |
| ۲۴تیر ۱۳۶۵         | تام اصفهان                                                                               | ۰(۵)-(۴)۰ (در ضربات پنالتی تام اصفهان ۵ بر ۴ پیروز شد و به دور بعد صعود کرد) | نفتون مسجد سلیمان                                                            |
| ۲۴تیر ۱۳۶۵         | پنالتی های تام: جلال فولادگر احمدرضا عابدزاده غلام جهان نما محمود امام‌دوست اسدالله قوامی | ۰(۵)-(۴)۰ (در ضربات پنالتی تام اصفهان ۵ بر ۴ پیروز شد و به دور بعد صعود کرد) | پنالتی های نفتون: عطاالله بهادری الیاس اروانه خلیل خدادادی بهمن اسدی شیخ‌رباط |
| متحد همدان         | متحد همدان                                                                               | ۱ - ۲                                                                        | خیبر خرم آباد                                                                |
| استقلال بندر ترکمن | استقلال بندر ترکمن                                                                       | ۰ - ۲                                                                        | پیروزی تهران                                                                 |

مرحله یک چهارم نهایی
| تاریخ       | میزبان        | نتیجه | میهمان                                   | توضیحات                                  |
| ۳۱ تیر ۱۳۶۵ | خیبر خرم آباد | ۱ - ۰ | پیروزی تهران                             | پیروزی تهران                             |
| ۳۱ تیر ۱۳۶۵ | رضا محمدی اصل | ۱ - ۰ | ورزشگاه تختی خرم آباد تماشاگر: ۲۰۰۰۰ نفر | ورزشگاه تختی خرم آباد تماشاگر: ۲۰۰۰۰ نفر |

مرحله نیمه نهایی
| تاریخ          | میزبان        | نتیجه | میهمان     |
| ۷ مرداد ۱۳۶۵   | خیبر خرم آباد | ۳ - ۱ | پاس بوشهر  |
|                | ملوان انزلی   | ۳ - ۲ | تام اصفهان |
| نادر عزت اللهی |               | ۳ - ۲ | تام اصفهان |

فینال
| تاریخ         | میزبان                      | نتیجه | میهمان        | توضیحات                |
| ۱۴ مرداد ۱۳۶۵ | ملوان انزلی                 | ۲ - ۰ | خیبر خرم آباد | ورزشگاه شیرودی (تهران) |
| ۱۴ مرداد ۱۳۶۵ | سیروس قایقران محمد احمدزاده | ۲ - ۰ | خیبر خرم آباد | ورزشگاه شیرودی (تهران) |

سرمربی ملوان: بهمن صالح نیا 
بازیکنان خیبر خرم آباد: حسن رستمی، حسن حسین‌بیگی، هدایت علایی، موسی کرکی، احمد جاودانه، فضل‌الله حیدری، احمد سهرابی، علی‌مردان بهاروند، رضا محمدی اصل، غلام بیرانوند و کرم عباسی 
سرمربی خیبر خرم آباد: احمد جاودانه

## قهرمان
| قهرمان جام حذفی ایران ۶۶−۱۳۶۵ |
| ----------------------------- |
| ملوان بندر انزلی              |
| دومین قهرمانی                 |